# Мориц (Саксония-Анхальт)
Мориц (нем. Moritz) — община в Германии, районный центр, расположен в земле Саксония-Анхальт.
Входит в состав района Анхальт-Цербст. Подчиняется управлению Эльбе-Эле-Нуте. Население составляет 343 человека (на 31 декабря 2006 года). Занимает площадь 16,18 км².